# Chrysopogon albopunctatus
Chrysopogon albopunctatus là một loài ruồi trong họ Asilidae. Chrysopogon albopunctatus được Macquart miêu tả năm 1846.